# Cima d’Oin
Cima d’Oin – szczyt w Alpach Graickich, części Alp Zachodnich. Leży w północnych Włoszech w regionie Piemont. Należy do masywu Alpi di Lanzo e dell’Alta Moriana. Szczyt można zdobyć ze schroniska Rifugio Pian della Ballotta (2470 m).